# Kathy Jordan
Kathryn »Kathy« Jordan, ameriška tenisačica, * 3. december 1959, Bryn Mawr, Pensilvanija, ZDA.
V vseh konkurencah je osvojila sedem turnirjev za Grand Slam, še osemkrat se je uvrstila v finale. V posamični konkurenci je največji uspeh dosegla leta 1983, ko se je uvrstila v finale turnirja za Odprto prvenstvo Avstralije, kjer jo je v dveh nizih premagala Martina Navratilova. Na turnirjih za Odprto prvenstvo Anglije se je najdlje uvrstila v polfinale leta 1984, na turnirjih za Odprto prvenstvo Francije v četrtfinale leta 1980, na turnirjih za Odprto prvenstvo ZDA pa v četrti krog. V konkurenci ženskih dvojic je osvojila vse štiri turnirje za Grand Slam, dvakrat Odprto prvenstvo Anglije ter po enkrat Odprto prvenstvo Francije, Odprto prvenstvo ZDA in Odprto prvenstvo Avstralije. Še štirikrat se je uvrstila v finale turnirjev za Odprto prvenstvo Anglije ter po enkrat Odprto prvenstvo Francije in Odprto prvenstvo ZDA. Od enajstih nastopov v finalih jih je osem odigrala skupaj z Anne Smith, tri pa z Elizabeth Smylie. V konkurenci mešanih dvojic je skupaj s Kenom Flachom leta 1986 osvojila turnirja za Odprto prvenstvo Francije in Odprto prvenstvo Anglije, na katerem se je uvrstila v finale tudi leta 1984 skupaj s Stevom Dentonom.

## Finali Grand Slamov

### Posamično (1)

#### Porazi (1)
| Leto | Turnir                      | Nasprotnica v finalu | Rezultat finala |
| 1983 | Odprto prvenstvo Avstralije | Martina Navratilova  | 6–2, 7–6(7–5)   |

### Ženske dvojice (11)

#### Zmage (5)
| Leto | Turnir                       | Partnerica       | Nasprotnici v finalu             | Rezultat finala |
| 1980 | Odprto prvenstvo Francije    | Anne Smith       | Ivanna Madruga Adriana Villagrán | 6–1, 6–0        |
| 1980 | Odprto prvenstvo Anglije     | Anne Smith       | Rosemary Casals Wendy Turnbull   | 4–6, 7–5, 6–1   |
| 1981 | Odprto prvenstvo ZDA         | Anne Smith       | Rosemary Casals Wendy Turnbull   | 6–3, 6–3        |
| 1981 | Odprto prvenstvo Avstralije  | Anne Smith       | Martina Navratilova Pam Shriver  | 6–2, 7–5        |
| 1985 | Odprto prvenstvo Anglije (2) | Elizabeth Smylie | Martina Navratilova Pam Shriver  | 5–7, 6–3, 6–4   |

#### Porazi (6)
| Leto | Turnir                       | Partnerica       | Nasprotnici v finalu            | Rezultat finala |
| 1981 | Odprto prvenstvo Anglije     | Anne Smith       | Martina Navratilova Pam Shriver | 6–3, 7–6(8–6)   |
| 1982 | Odprto prvenstvo Anglije (2) | Anne Smith       | Martina Navratilova Pam Shriver | 6–4, 6–1        |
| 1983 | Odprto prvenstvo Francije    | Anne Smith       | Rosalyn Fairbank Candy Reynolds | 5–7, 7–5, 6–2   |
| 1984 | Odprto prvenstvo Anglije (3) | Anne Smith       | Martina Navratilova Pam Shriver | 6–3, 6–4        |
| 1987 | Odprto prvenstvo ZDA         | Elizabeth Smylie | Martina Navratilova Pam Shriver | 5–7, 6–4, 6–2   |
| 1990 | Odprto prvenstvo Anglije (4) | Elizabeth Smylie | Jana Novotná Helena Suková      | 6–4, 6–1        |

### Mešane dvojice (3)

#### Zmage (2)
| Leto | Turnir                    | Partner   | Nasprotnika v finalu                | Rezultat finala    |
| 1986 | Odprto prvenstvo Francije | Ken Flach | Rosalyn Fairbank Mark Edmondson     | 3–6, 7–6(7–3), 6–3 |
| 1986 | Odprto prvenstvo Anglije  | Ken Flach | Martina Navratilova Heinz Günthardt | 6–3, 7–6(9–7)      |

#### Porazi (1)
| Leto | Turnir                   | Partner      | Nasprotnika v finalu      | Rezultat finala |
| 1984 | Odprto prvenstvo Anglije | Steve Denton | Wendy Turnbull John Lloyd | 6–3, 6–3        |